# Nancy Goes to Rio
Nancy Goes to Rio es una película de comedia musical lanzado por Metro-Goldwyn-Mayer en 1950. Fue dirigida por Robert Z. Leonard y producido por Joe Pasternak, con guion de Sidney Sheldon, basado en una historia de Ralph Block, Frederick Kohner, y Jane Hall. El musical fue dirigido y supervisado por George Stoll e incluye composiciones de George Gershwin, Ira Gershwin, Giacomo Puccini, Jack Norwor, y Stoll.
La película es protagonizada por Ann Sothern, Jane Powell, Barry Sullivan, Carmen Miranda, Louis Calhern, y Scotty Beckett.
Nancy Goes to Rio es un remake de la película de 1940 It's a Date, también basada en el cuento de Bloch, Kohner, y Hall, protagonizada por Deanna Durbin. Kay Francis y Walter Pidgeon protagonizó el papel de la madre y padrastro de Durbin.

## Argumento
La joven actriz Nancy Barclay (Jane Powell) es la hija de Francés Elliot (Ann Sothern), gran actriz de actualidad, Barclay llega al Río de Janeiro con el fin de ser elegido la protagonista de una nueva producción. Pero ella no sabe que su madre tiene previsto el mismo. No sólo eso, la madre y la hija sigue disputa el enamorado de lo elegante Paul Berten (Barry Sullivan), creando otro clima de competencia en busca del corazón de galán.
Remake de la comedia musical It's a Date con Deanna Durbin, Nancy Goes to Rio también cuenta con el guion de Sidney Sheldon, reconocido autor de varios clásicos de la literatura. Fuerte presencia también la famosa Carmen Miranda quien interpreta a Marina Rodrigues, protagonizado actuaciones destacadas en la película.

## Producción
Los títulos de trabajo de esta película fueron embajador en Ambassador to Brazil e His Excellency from Brazil. La bailarina y actriz Nita Bieber se habían incluida en el elenco, pero su participación en la película no fue confirmado. Nancy Goes to Rio es un remake de la película de 1940, It's a Date, también basada en una historia de Ralph Block, Frederick Kohner y Jane Hal, protagonizada por Deanna Durbin, Kay Francis y Walter Pidgeon.
Esta fue la última película de Ann Sothern con MGM, poniendo fin a su contrato con el estudio, que había comenzado en 1929, y también el último de Carmen Miranda, que había firmado con la Metro-Goldwyn-Mayer en 1948 para la película Así son ellas (1948).
La película incluye composiciones de Ira Gershwin, Giacomo Puccini, Jack Norworth y George Stoll.

## Reparto
- Ann Sothern — Frances Elliott
- Jane Powell — Nancy Barklay
- Barry Sullivan — Paul Berten
- Carmen Miranda — Marina Rodrigues
- Louis Calhern — Gregory Elliott
- Scotty Beckett — Scotty Sheridan
- Fortunio Bonanova — Ricardo Domingos
- Glenn Anders — Arthur Barrett
- Nella Walker — Sra. Harrison
- Hans Conried — Alfredo

## Números musicales
- "Time and Time Again", música de Fred Spielman, letra de Earl Brent.
- "Shine On, Harvest Moon", música de Nora Bayes, letra de Jack Norworth.
- "Magic Is the Moonlight", música y letra de María Grever (canción "Te quiero dijiste"), letras en inglés de Charles Pasquale.
- "Nancy's Goin' to Rio", música de Georgie Stoll, letra de Earl Brent.
- "Cae Cae", música de Roberto Martins, letra de Pedro Barrios, letras en inglés de John Latouche.
- "Yipsee-I-O", música y letra de Ray Gilbert.
- "Embraceable You", música de George Gershwin, letra de Ira Gershwin.
- "Baião (Ca-Room' Pa Pa)", escrito por Humberto Teixeira y Luiz Gonzaga, letras en inglés de Ray Gilbert.
- "Musetta's Waltz" de la ópera La Bohème, la música de Giacomo Puccini, libreto de Giuseppe Giacosa y Luigi Illica.
- "Love is Like This" música de Pixinguinha, letra de João de Barro (canción "Carinhoso"), letras en inglés de Ray Gilbert.

## Recepción
De acuerdo con la "MGM records", la película ganó $1,839,000 en los EE. UU. y Canadá y $1,027,000 en otros lugares, lo que resulta en una pérdida de $52,000.

### Recepción de la crítica
Aunque se considera un musical de menor importancia en su tiempo, Nancy Goes to Rio marcó transiciones importantes para tres de las estrellas más memorables del género musical. Para Jane Powell, que fue el último de los papeles juveniles que habían construido su popularidad en el MGM. Para Ann Sothern y sensación latina Carmen Miranda, que marcó el fin de su asociación con el estudio.
"Nancy Goes to Rio es todo lo que un musical brillante debe ser", dijo la revista Variety. El crítico de cine Bosley Crowther escribió para The New York Times que "algunas canciones son agradables y algunas amable payasadas de Louis Calhern son los únicos ingredientes que vale la pena mencionar en la producción de MGM.".
La revisión del periódico Chicago Reader dijo que "la idea de madre y hija de compiten el mismo papel en una producción es bastante perverso para un musical de MGM, y la dirección de Robert Z. Leonard es sin gracia."

### Home media
La película fue lanzada en DVD junto con Two Weeks with Love como parte de los Classic Musicals from the Dream Factory, Vol. 3. La colección también incluye varias otras películas de Jane Powell, como Hit the Deck y Deep in My Heart.